# 個別指導キャンパス
個別指導キャンパス（こべつしどうキャンパス）は、新教育総合研究会株式会社が経営する学習塾である。略称はコベキャン、キャンパスなど。全国約370校に約19,000名の生徒が在籍している。

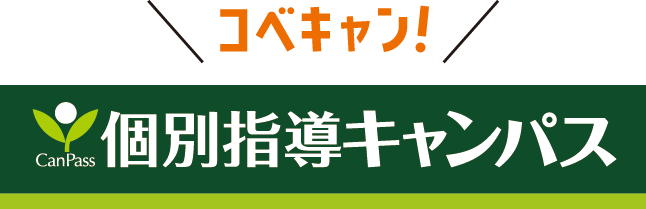

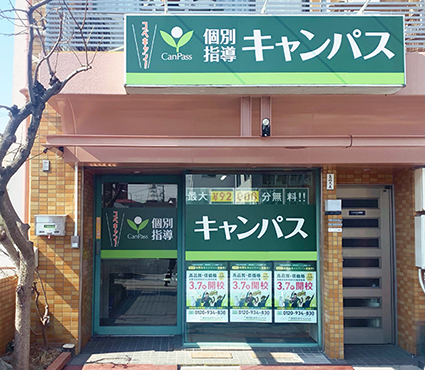
個別指導キャンパスの教室外観

## 沿革
- 1993年　創業
- 2013年（平成25年）- 大阪府・京都府・奈良県・滋賀県・愛知県に157校
- 2015年（平成27年）- 大阪府・京都府・奈良県・滋賀県・兵庫県・愛知県・愛媛県に約200校
- 2017年（平成29年）- 大阪府・京都府・奈良県・滋賀県・兵庫県・愛知県・愛媛県に約280校
- 2019年（令和元年）- 大阪府・京都府・奈良県・滋賀県・兵庫県・愛知県・愛媛県・東京都・千葉県に約300校
- 2020年（令和2年）- 大阪府・京都府・奈良県・滋賀県・兵庫県・愛知県・愛媛県・東京都・千葉県・埼玉県に約300校
- 2021年（令和3年）- 大阪府・京都府・奈良県・滋賀県・兵庫県・愛知県・愛媛県・東京都・千葉県・埼玉県に約340校
- 2022年（令和4年）- 大阪府・京都府・奈良県・滋賀県・兵庫県・愛知県・愛媛県・東京都・千葉県・埼玉県に約350校
- 2023年（令和5年）- 大阪府・京都府・奈良県・滋賀県・兵庫県・愛知県・愛媛県・東京都・千葉県・埼玉県に約360校
- 2024年（令和6年）- 大阪府・京都府・奈良県・滋賀県・兵庫県・愛知県・愛媛県・東京都・千葉県・埼玉県・福岡県に約370校

## 特徴
先生1人に対し生徒1人から3人程度の個別指導。
授業時間は小学生40分、中学、高校生80分のおもに2通り。
低価格で高品質な授業がウリ（広告では他塾の約6割の価格とうたわれている。）成績が上がらなければ3か月間授業料免除となる成績保証制度を業界でもいち早く導入し、「絶対に成績を上げる」をモットーに、地域に密着した教室展開をしている。
オリジナルの個別指導専用教材を使用するなど様々な工夫がされている。

## CM
- 2015年 -『成績右肩アガリ』

中学生3人がキレキレダンスを踊るCM。撮影場所は大阪にあるフェスティバルホール。
- 2016年 -『成績うなぎのぼり』 - YouTube

「成績うなぎのぼり」のキャッチフレーズで女生徒がダンスを踊る。うなぎと言いつつ、どじょうすくいをしている疑惑がある。撮影場所は大阪千日前の味園ビルにあるユニバース。
- 2018年 -『偉人ダンス』 - YouTube

織田信長を始めとする偉人たちがダンスをするCMが放映されている。CMに出演している偉人は、織田信長、清少納言、豊臣秀吉、ピタゴラス、ナポレオン、ニュートン、リンカーン、レオナルド・ダ・ビンチ、クレオパトラ、西郷隆盛、シェイクスピア。
- 2019年 -『マリー・アントワネット篇』 - YouTube　『ペリー提督篇』 - YouTube　2019年11月頃からのCMには、新たにマリー・アントワネット、ペリーも出演している。

## イメージキャラクター
2018年よりタレントの竹村美緒がイメージキャラクターに就任していた。
2020年からはタレントの橘ゆりかがイメージキャラクターに就任している。

## テレビ
奈良テレビ放送「コベキャンTV」 - YouTubeなどの冠番組も放映されている。
- 2019年03月31日 MBS「ザ・リーダー」 - YouTube
- 2019年03月10日 朝日放送「Co.☆ラボ」
- 2019年03月04日 読売テレビ「ＭＯＮＯモノ倶楽部」
- 2019年03月04日 愛媛朝日テレビ「なんしよんえひめ」
- 2019年01月15日 びわ湖放送「キラりん滋賀」
- 2018年12月18日 奈良テレビ「ゆうドキッ！」
- 2018年11月29日 南海放送「ＲＮＢ　ＨＯＴ情報」
- 2018年07月12日 朝日放送「キニナリーノ」
- 2018年07月08日 テレビ大阪「やすとものどこいこ！？」
- 2018年06月20日 関西テレビ「ＨＩＴＭＯＮ！！」
- 2018年03月09日 関西テレビ「NMBとまなぶくん」
- 2018年02月26日 朝日放送「アフォリズムの翼」
- 2017年04月09日 関西テレビ「発見たまご！ころころコロンブス」
- 2017年03月05日 朝日放送「e-カンパニーＴＶ」
- 2016年07月09日 朝日放送　「本日はダイアンなり」
- 2016年06月21日 毎日放送　「FACE　時代をつくる人々」
- 2016年05月17日 韓国ソウル放送（SBS)　「技術の発展、そして関係の進化」
- 2016年02月29日～3月02日 朝日放送「アフォリズムの翼」
- 2016年02月09日  テレビ大阪「名将の条件」 MCたむらけんじ・はるな愛　個別指導キャンパス特集放送
- 2016年02月09日  三重テレビ「名将の条件」 MCたむらけんじ・はるな愛　個別指導キャンパス特集放送
- 2015年09月18日 NHK滋賀県域「おうみ845」
- 2015年09月18日 NHK「関西845」
- 2015年09月18日 NHK総合滋賀県域「おうみ発630」
- 2015年09月18日 NHK「ニュースほっと関西」
- 2015年09月03日 フジテレビ「めざましテレビアクア」
- 2015年08月27日 フジテレビ「とくダネ」！
- 2015年08月01日 読売テレビ「大発掘ＴＶめっちゃええやんＳＰ」
- 2015年03月24日 ＡＢＣ朝日放送「キャスト」
- 2014年05月26日 テレビ大阪「アジアに勝機あり～躍進するジャパンクオリティ～」
- 2014年02月21日 読売テレビ「ＶＩＥＷ～時代の道標～」

## 新教育総合研究会
新教育総合研究会株式会社（しんきょういくそうごうけんきゅうかい）は、個別指導キャンパスを展開する企業。小・中・高校生を対象とした個別指導塾を大阪府、京都府、滋賀県、奈良県、兵庫県、愛知県、愛媛県、東京都、千葉県、埼玉県、福岡県で展開している。
優良成長企業として多数の受賞があり、「第1回学生に教えたい働きがいのある企業大賞」や「人材力100社認定（2011年度から2018年度まで8年連続）」、「第5回ホワイト企業大賞特別賞」を受賞している。